# Martin Müller (Politiker, 1937)
Martin Müller (* 16. Dezember 1937 in Hildesheim; † 27. Juni 1991) war ein deutscher Politiker (CDU), Politikwissenschaftler und Berufssoldat. Von 1982 bis 1991 gehörte er der Hamburgischen Bürgerschaft an. Er war leitender Wissenschaftlicher Direktor an der Führungsakademie der Bundeswehr.

## Leben und Wirken

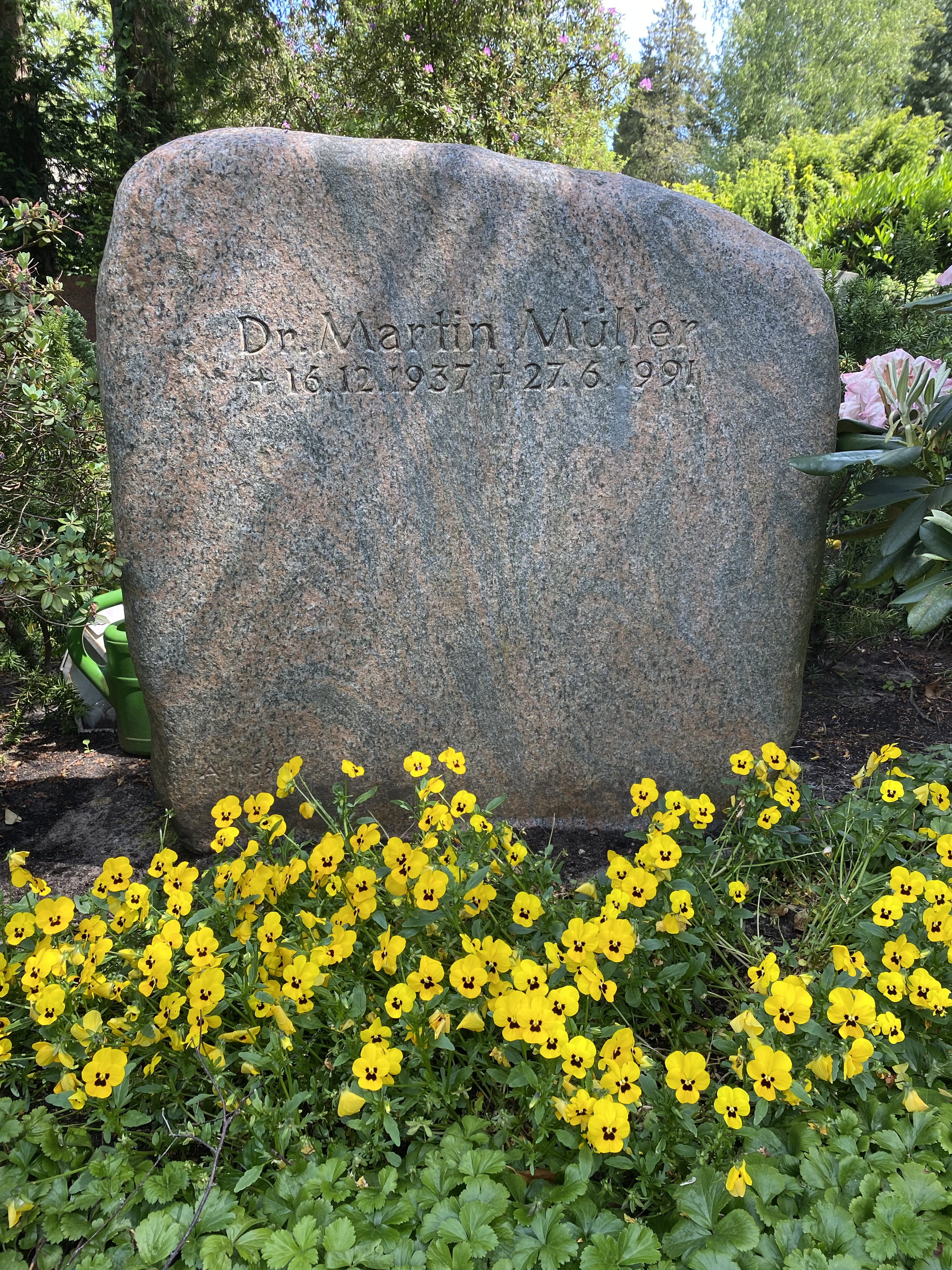
Grabstätte auf dem Friedhof Blankenese

Nachdem Martin Müller 1958 das Abitur erlangt hatte, leistete er den Grundwehrdienst und studierte ab 1959 Rechtswissenschaften in Göttingen. 1962 trat er in die Bundeswehr ein und wurde Berufssoldat. Von 1969 bis 1971 absolvierte er eine Generalstabsausbildung und studierte parallel dazu  Politikwissenschaften an der Universität Hamburg. Dort schloss er 1973 mit einer Diplomarbeit über Freiheit und Bindung des Abgeordneten am Beispiel der Fraktionswechsler des 6. Deutschen Bundestages ab. Nach seiner Ausbildung arbeitete er unter anderem als Wissenschaftlicher Mitarbeiter an der Hochschule der Bundeswehr in Hamburg und Dozent an der Führungsakademie der Bundeswehr. 1986 promovierte er an der Freien Universität Berlin mit einer Dissertation über Politik und Bürokratie. Die MBFR-Politik der Bundesrepublik Deutschland zwischen 1967 und 1973. Ab 1987 leitete er die Fachgruppe Sozialwissenschaften der Führungsakademie der Bundeswehr.
Müller war Mitglied der CDU. 1978 wurde er zum Kreisvorsitzenden Altona/Elbvororte gewählt. Bei der Wahl im Juni 1982 erlangte er erstmals ein Mandat für die Hamburgische Bürgerschaft. Müller, der zu diesem Zeitpunkt den Rang eines Oberstleutnants einnahm, wurde von der Bundeswehr für seine Tätigkeit im Landesparlament beurlaubt. Er gehörte der Bürgerschaft von der 10. bis zur 13. Legislaturperiode an. Dort wirkte er unter anderem als sicherheits- und innenpolitischer Sprecher der CDU. Bekannt wurde er jedoch vor allem als sozialpolitischer Sprecher seiner Fraktion, so legte der Senat auf seine Initiative 1991 erstmals einen Armutsbericht vor.
1991 starb Martin Müller an einem Krebsleiden. Er war verheiratet und hatte drei Kinder. Seine Grabstätte befindet sich auf dem Friedhof Blankenese.

## Publikationen
- Freiheit und Bindung des Abgeordneten am Beispiel der Fraktionswechsler des 6. Deutschen Bundestages. Hamburg 1973.
- Fraktionswechsel im Parteienstaat: Parlamentsreform und politische Kultur in der Bundesrepublik Deutschland. Band 21 von Studien zur Sozialwissenschaft, Westdeutscher Verlag, Opladen 1974, ISBN  3-531-11261-9.
- Rolle und Selbstverständnis der Opposition. In: Manfred Asendorf (Hrsg.): Geschichte der Hamburgischen Bürgerschaft. Frölich und Kaufmann, Berlin 1984, ISBN 3-88725-164-4, S. 162.
- Politik und Bürokratie. Die MBFR-Politik der Bundesrepublik Deutschland zwischen 1967 und 1973. Nomos-Verlagsgesellschaft, Baden-Baden 1988, ISBN 3-7890-1534-2.
- Deutsche Einheit und europäische Sicherheit : eine Kritik der Studie des ISFH. Fachgruppe Sozialwissenschaften, Führungsakademie der Bundeswehr, Hamburg 1990.
- mit Volker Matthies: Der Strukturwandel des internationalen Systems, die europäische Sicherheit und die künftigen Funktionen der Streitkräfte. Fachgruppe Sozialwissenschaften, Führungsakademie der Bundeswehr, Hamburg 1990.
- mit Katrin Börsting: Kandidatenaufstellung und innerparteiliche Willensbildung am Beispiel der Hamburger CDU. In: Jürgen Hartmann (Hrsg.), Uwe Thaysen (Hrsg.): Pluralismus und Parlamentarismus in Theorie und Praxis. Winfried Steffani zum 65. Geburtstag. Westdeutscher Verlag, Opladen 1992, ISBN 3-531-12326-2, S. 137–173.